# Ботево (област Ямбол)
Вижте пояснителната страница за други значения на Ботево.
Бòтево е село в Югоизточна България, община Тунджа, област Ямбол.

## География
Село Ботево се намира на около 18 km югозападно от областния център Ямбол и 32 km югоизточно от Нова Загора. Разположено е в подножието на Светиилийските възвишения, в югоизточните им разклонения, под връх Каратепе (306 m). Климатът е преходноконтинентален, почвите в землището са преобладаващо излужени смолници и излужени канелени горски. Надморската височина в центъра на селото при сградата на читалището е около 207 m, на югоизток нараства до около 230 – 240 m, а в ниския североизточен край намалява до около 160 – 165 m.
Третокласният републикански път III-536, минаващ през Ботево и – в границите му, негова главна улица, води на североизток през село Роза към Ямбол, а на югозапад през село Меден кладенец – към село Скалица.
На около 1,5 km североизточно от Ботево тече река Калница, на два от чиито десни притоци в землището на Ботево има два язовира.
Населението на село Ботево, наброявало 1699 души към 1934 г. и 1888 към 1946 г., намалява до 748 (по текущата демографска статистика за населението) към 2019 г.
Поминъкът на населението се основава предимно на зърнопроизводство и животновъдство.
При преброяването на населението към 1 февруари 2011 г., от обща численост 915 лица, за 640 лица е посочена принадлежност към „българска“ етническа група, за 183 – към ромска, за 10 – към други и за останалите не е даден отговор.

## История
Първи сведения за Ботево има в турски документи от XVI век, където се споменава под името Чомлеккьой.
След края на Руско-турската война 1877 – 1878 г., по Берлинския договор селото остава на територията на Източна Румелия. От 1885 г. – след Съединението, то се намира в България с името Чомлек кьой. Преименувано е на Ботьово през 1892 г., осъвременено без административен акт през 1956 г. на Ботево
През 1830 г. жители на селото стават първите български заселници в южнобесарабското село Чумлекьой, днес Виноградовка.
Първото училище в селото е от 1912 г. Читалището „Христо Ботев" е основано през 1925 г. като читалище „Самосъзнание" и впоследствие е преименувано.
В Държавния архив – Ямбол, се съхраняват документи на/за: Трудово кооперативно земеделско стопанство (ТКЗС) „Червена звезда“ – село Ботево, Ямболско от периода 1945 – 1993 г. и Обединено трудово кооперативно земеделско стопанство (ОТКЗС) „Червена звезда“ – с. Ботево, Ямболско от периодите 1959 – 1974 г. и 1993 – 1994 г. Структурите, през които ТКЗС „Червена звезда“ – село Ботево (фонд 137) преминава след учредяването му през 1945 г. според промените в наименованието на фондообразувателя и периодите, от които е съхранената документация, са:
- Трудово кооперативно земеделско стопанство „Червена звезда“ – с. Ботево, Ямболско (1945 – 1958);
- Обединено трудово кооперативно земеделско стопанство – с. Ботево, Ямболско, виж фонд № 722 (1959 – 1974);
- Производствен участък – с. Ботево при АПК – Ямбол, виж фонд № 895 (1975 – 1984);
- Бригада за селскостопанско производство – с. Ботево при АПК – село Скалица, Ямболско, виж фонд № 1124 (1985 – 1989);
- Земеделска кооперация „Съгласие“ – с. Ботево, Ямболско (1990 – 1993).

## Обществени институции
Село Ботево към 2020 г. е център на кметство Ботево.
В село Ботево към 2020 г. има:
- действащо читалище „Христо Ботев 1928 г.“;[13][14]
- действащо общинско основно училище „Христо Ботев“;[15]
- действаща само на големи религиозни празници православна църква „Света Богородица“;[16]
- пощенска станция.[17]
- целодневна детска градина „Слънце“.[18]

## Редовни събития
- Съборът на селото се провежда на 2 юни.

## Други
В селото функционира винарска изба „Шато Ботево“.